# Os Diretores
Os Directores é uma peça de teatro de Daniel Besse. Foi vencedor do Prémio Molière 2000.

## Sinopse
Esta peça aborda as relações entre os directores de uma empresa de armamento pesado de um grande conglomerado econômico. Pressionados com a concorrência dos americanos, os personagens destilam um humor cáustico num diálogo cortante em que a competição, a inveja e a ambição aparecem como temas principais. Nos restaurantes elegantes de Paris, em campos de golfe, ministérios e galerias de arte, estes homens e mulheres travam a sua disputa e por trás destes ambientes sofisticados revela-se o cinismo e a vulgaridade do mundo regido pelas grandes corporações.

## Elenco em Portugal
Em Portugal, este espectáculo foi realizado em duas companhias diferentes, mas ambas, com a encenação de Joaquim Benite.
Na Companhia de Teatro do Noroeste, foi interpretada por: Adérito Lopes, Carla Magalhães, Carlos Borges, Castro Guedes, José Martins, Neuza Teixeira, Rui Barbosa e Bruno Mendes.
Na Companhia de Teatro de Almada, foi interpretada por: André Gomes, Carlos Vieira de Almeida, Francisco Costa, Joana Fartaria, Maria Frade, Marques D'Arede / Adérito Lopes, Morais e Castro e André Calado.

## Fonte
- Página do Centro Dramático de Viana - Teatro do Noroeste
- CETbase - Teatro em Portugal